# Sarcotoechia cuneata
Sarcotoechia cuneata är en kinesträdsväxtart som beskrevs av Ludwig Radlkofer. Sarcotoechia cuneata ingår i släktet Sarcotoechia och familjen kinesträdsväxter. Inga underarter finns listade i Catalogue of Life.